# Kylie Minogue
Pour les articles homonymes, voir Minogue.
Kylie Minogue, née le 28 mai 1968 à Melbourne, est une chanteuse, compositrice et actrice australo-britannique.
Présente sur la scène musicale mondiale depuis plus de quarante ans, elle gagne ses premiers galons de célébrité dans le courant des années 1980, dès son adolescence, grâce à son rôle au sein de la série télévisée australienne Les Voisins, avant de commencer une carrière dans la musique pop.
Selon Warner Music Australia elle a vendu plus de 100 millions de disques à travers le monde au début des années 2020, ce qui en fait l'artiste féminine australienne la plus prolifique de l'histoire de la musique. Elle est récompensée par de nombreux prix, notamment les Brit Awards, Grammy Awards, World Music Awards et MTV Music Awards. Après avoir signé un contrat avec les producteurs britanniques Stock, Aitken & Waterman en 1988, elle voit sa popularité décliner au début des années 1990, ce qui met fin à son association avec ces derniers en 1992. Du milieu à la fin de la décennie, elle prend de la distance vis-à-vis de son travail passé et tente de se bâtir une crédibilité en tant qu'artiste indépendante. Si ses projets sont relativement médiatisés, ses albums peinent à attirer un large public.
Sa popularité reprend cependant au début des années 2000 alors qu'elle s'oriente vers un son plus dance. Son titre Can't Get You Out of My Head extrait de son album Fever (2001) devient un tube planétaire. En Europe comme dans le reste du monde, elle devient l'une des célébrités les plus reconnaissables de sa génération en acquérant même le statut de sex-symbol,,.
En parallèle, elle s’est illustrée dans plusieurs productions cinématographique telles que : Street Fighter (1994), Bio-Dome (1996), Cut (2000), Moulin Rouge (2001), Pollux : Le Manège enchanté (2005), Blue (2009), Jack and Diane (2012), Holy Motors (2012), San Andreas (2015), Sweet Seventies (2018) et Retour au bercail (2021).

## Biographie
Kylie Minogue est la fille d'un comptable, Ron Minogue, et d'une danseuse, Carol Jones. Son père est né en Australie mais sa famille est originaire du comté de Clare, en Irlande, tandis que sa mère a émigré du pays de Galles à Townsville dans le Queensland en 1955 alors qu'elle était encore enfant. Kylie Minogue est l'aînée de trois enfants. Sa sœur Dannii est également une chanteuse et présentatrice de télévision très connue en Australie ainsi qu’au Royaume-Uni, tandis que son frère Brendan est cadreur en Australie.
Elle suit les cours de la Camberwell High School de Melbourne en Australie.
Les carrières des sœurs Minogue démarrent à la télévision australienne, lorsqu'elles sont encore enfants. À 11 ans, Kylie commence à jouer dans les soaps Skyways, The Sullivans et The Henderson Kids. Dannii Minogue acquiert une très grande notoriété en tant qu'artiste régulière au sein du programme musical hebdomadaire Young Talent Time, programme dans lequel elle fait ses premiers pas de chanteuse en 1983. L’aînée reste dans l'ombre de sa sœur jusqu'à ce qu’elle obtienne un rôle dans le feuilleton Neighbours, en 1986.
Dans Neighbours, Kylie Minogue interprète le personnage de Charlene Mitchell, une jeune fille plutôt « garçon manqué », mécanicienne dans un garage. The Guardian déclare alors que « ce qui fait que les gens l'aiment, c'est sa simplicité. Elle tenait le rôle d'une jeune garagiste qui se contentait de ce qu'elle était. Charlene était heureuse de passer sa vie parmi les voitures graisseuses »[réf. nécessaire]. La romance entre elle et Scott Robinson (en), interprété par Jason Donovan (Kylie Minogue devient aussi dans la vraie vie, la petite amie de Jason Donovan), se révèle être une véritable mine d'or pour les producteurs de la série. L'apogée de la série se produit en 1987, lors de la diffusion de l'épisode du mariage entre Scott et Charlene, qui attire les téléspectateurs en masse.
Sa popularité en Australie est confirmée lorsqu'elle devient la première personne à remporter quatre « Logie Awards » (équivalent des 7 d'or en France) lors de la même cérémonie, remportant le « Gold Logie », qui s’obtient sur vote du public. La série Neighbours commence à être diffusée au Royaume-Uni en 1986, réalisant de très bons scores d'audimat.

### Stock, Aitken and Waterman (1987-1992)
Lors d'un gala de charité en l'honneur d'une équipe de football, en présence de tous les membres de la distribution de Neighbours, Kylie Minogue interprète The Loco-Motion, titre à l'origine interprété par Little Eva en 1962, et décroche un contrat avec le label Mushroom Records en 1987. Commercialisé comme simple, The Loco-Motion se maintient à la 1re place des classements australiens pendant sept semaines, et devient le titre le plus vendu en Australie durant les années 1980 avec plus de 200 000 exemplaires. Kylie et son gestionnaire Gary Ashley se rendent à Londres lors d'une pause dans le tournage de Neighbours, afin de rencontrer Pete Waterman, qui formait le trio de producteurs avec Mike Stock et Matt Aitken au sein des studios PWL. Celui-ci avait oublié de dire à ses deux associés Mike Stock et Matt Aitken qu'il s'était rapproché de Mushroom Records pour aider Kylie à percer. Les trois hommes ne connaissaient pas grand-chose à son sujet, et oublient même qu'elle doit venir les voir. Ainsi, alors que Kylie attendait à l'extérieur du studio, ils lui écrivirent I Should Be So Lucky. La chanson se positionna à la première place au Royaume-Uni et en Australie, et devient un réel succès aux quatre coins du monde. Son premier album, Kylie, une compilation de titres dance couplée à des sonorités pop, atteint la première place des ventes d'albums au Royaume-Uni et devient l'album le plus vendu de l'année. Il s'écoula à plus de sept millions d'exemplaires à travers le monde, avec de fortes ventes en Europe et en Asie. De plus, six singles furent extraits, qui furent également des succès. Aux États-Unis et au Canada, l'album se vend moins bien, elle décide donc de réenregistrer The Loco-Motion, ce qui permit au titre de se classer numéro 3 du Billboard Hot 100 américain et premier des ventes de singles au Canada. It's No Secret, commercialisé uniquement aux États-Unis et au Japon, se classe lui à la 37e place au début de l'année 1989. À la fin de l'année 1988, Kylie Minogue quitte la série Neighbours pour se consacrer pleinement à sa carrière musicale.
Son duo avec Jason Donovan, intitulé Especially for You devient un énorme succès au Royaume-Uni au début de l'année 1989. Il est aussi le premier single de Kylie Minogue à s'écouler à plus d'un million de copies en Grande-Bretagne,. Malgré tout, les critiques émettent un jugement sévère sur ce titre. L'album qui suit, Enjoy Yourself est un succès au Royaume-Uni, en Europe et en Australie. De nombreux singles issus de l'album connaissent le succès, mais c'est un échec sur le continent américain. Kylie Minogue est donc remerciée par le label américain, Geffen Records. Dans la foulée, elle se lance dans sa première tournée, le Enjoy Yourself Tour, qui passe par le Royaume-Uni, la France, la Belgique et l'Australie, où The Herald Sun de Melbourne écrit : « Il est temps d'abandonner ce snobisme et d'affronter la réalité — l'enfant est devenue une star. »[réf. nécessaire] Kylie Minogue est alors devenue l'artiste la plus rentable pour Stock, Aitken et Waterman, mais la critique ayant jugé que cet album n'était qu'une mauvaise copie du précédent, il est décidé de réorienter le style musical de Kylie, qui a gagné le titre de petite (mesurant 1,53 m) princesse de la pop.
Rhythm of Love en 1990 présente un style de dance plus adulte, et est marqué par les premiers signes de rébellion de Kylie envers son équipe de production et l'image de « petite nouvelle » qui est donnée d'elle. Déterminée à conquérir un public plus mature, elle commence à diriger ses clips, en débutant avec celui de Better the Devil You Know, dans lequel elle se présente comme une adulte sexuellement épanouie. Sa relation avec le meneur du groupe INXS, Michael Hutchence est étroitement liée à ce revirement, Hutchence déclarant même que son passe-temps préféré était de « corrompre Kylie ». Il écrira d'ailleurs le titre Suicide Blonde pour son groupe, en référence à elle.
Les singles extraits de Rhythm of Love se vendent bien en Europe et en Australie, et sont relativement populaires dans les boites de nuit britanniques, où Kylie commence à attirer l'attention d'un public plus adulte. Au moment où Shocked entre dans le « top 10 » britannique en 1991, elle devient la première artiste à avoir eu ses treize premiers singles classés dans ce « top 10 ». En mai 1990, Kylie Minogue, alors âgée de 22 ans, interprète sa version réarrangée du titre des Beatles, Help!, devant plus de 25 000 personnes lors du concert en hommage à John Lennon à Liverpool. Yoko Ono et Sean Lennon remercient Kylie de son soutien à la fondation John Lennon, alors que les médias commentent positivement sa performance.
Son contrat comprenait l'enregistrement de trois albums uniquement, mais elle se laisse convaincre d'en enregistrer un quatrième. Let's Get to It en 1991 est conçu pour élargir son public en regroupant plusieurs ballades et titres dance. En dépit de critiques généralement positives, il échoue à entrer dans le « top 10 » au Royaume-Uni, bien que deux singles se classent dans le « top 5 » britannique, If You Were with Me Now et la reprise du titre Give Me Just a Little More Time.
Son contrat arrivé à son terme, elle décide de ne pas le reconduire. Kylie Minogue explique à plusieurs reprises s'être sentie étouffée par Stock, Aitken et Waterman, en comparant cela à ce qu'elle ressent à l'époque où elle joue dans Neighbours, racontant que tout ce que l'on attend d'elle est « Apprends ton texte, joue ton texte, pas le temps pour les questions, fais la promo ». Réalisant que ses auditeurs se lassent de plus en plus de son travail avec Stock, Aitken et Waterman et qu'elle ne pourra se développer en tant qu'artiste si elle ne rompt pas avec ses producteurs, elle décide alors d'arrêter sa collaboration avec eux. Elle accepte néanmoins d'enregistrer trois titres qui seront inclus dans sa compilation, qui coïncidera avec son départ de sa maison de disques en 1992.

### Les années chez Deconstruction Records (1993-1998)
Sa signature chez Deconstruction Records (en) est très largement décrite dans les médias comme le début d'une nouvelle phase dans sa carrière, mais l'album homonyme Kylie Minogue qui sort en 1994 reçoit des critiques très diverses. Le single Confide in Me se maintient cinq semaines durant à la première place des classements australiens. Les singles suivants, Put Yourself in My Place et Where Is the Feeling? furent quant à eux, classé dans le top 20 anglais.
Le chanteur australien Nick Cave avait en tête l'idée d'une collaboration avec Kylie Minogue depuis qu'il avait entendu le titre Better the Devil You Know, déclarant que cette chanson contenait « des paroles violentes et douloureuses comme rarement sur un titre pop » et que « quand Kylie Minogue chante ces mots, il y a une innocence en elle qui rend cette horrible froideur du texte si impérieuse ».
Where the Wild Roses Grow, en 1995, est une ballade qui narre un meurtre du point de vue de l'assassin (Nick Cave) mais aussi de sa victime (Kylie Minogue). Le succès de cette chanson est la démonstration que le talent de Minogue pouvait être reconnu au-delà du champ de la musique pop. En Europe, ce titre reçoit un bon accueil, se classant dans le top 10 de nombreux pays, étant aussi acclamé en Australie, où il se hisse numéro 2 et remporte un ARIA Award dans la catégorie « Chanson de l'Année » (en) (Single of the Year) et un autre dans la catégorie « Meilleure Chanson Pop » (en) (Best Pop Release). Elle interprète avec Nick Cave ce titre lors du Big Day Out, un festival rock estival en Australie, bien reçue. Elle accompagne également Nick Cave sur quelques dates du rockeur lors de ses concerts en Europe, comme au festival T in the Park en Écosse qui est sa plus grande expérience en public face à un auditoire qui n'est pas acquis à son style. Elle récite les paroles de I Should Be So Lucky à la manière d'un poème à Londres au Royal Albert Hall lors d'un événement autour de la poésie, sur les conseils de Nick Cave. Plus tard, elle confiera à son sujet qu'il l'a beaucoup aidée dans son épanouissement artistique. Elle dira à son propos : « Il m'a appris à aller plus loin, à explorer de nouvelles choses, tout en ne reniant pas qui je suis et en ne perdant pas au fond de mon cœur ce qui fait que je suis moi. Pour moi, le plus difficile a été de laisser libre cours à l'expression de ce qu'il y a de plus basique en moi, et d'être totalement sincère dans ma musique ».

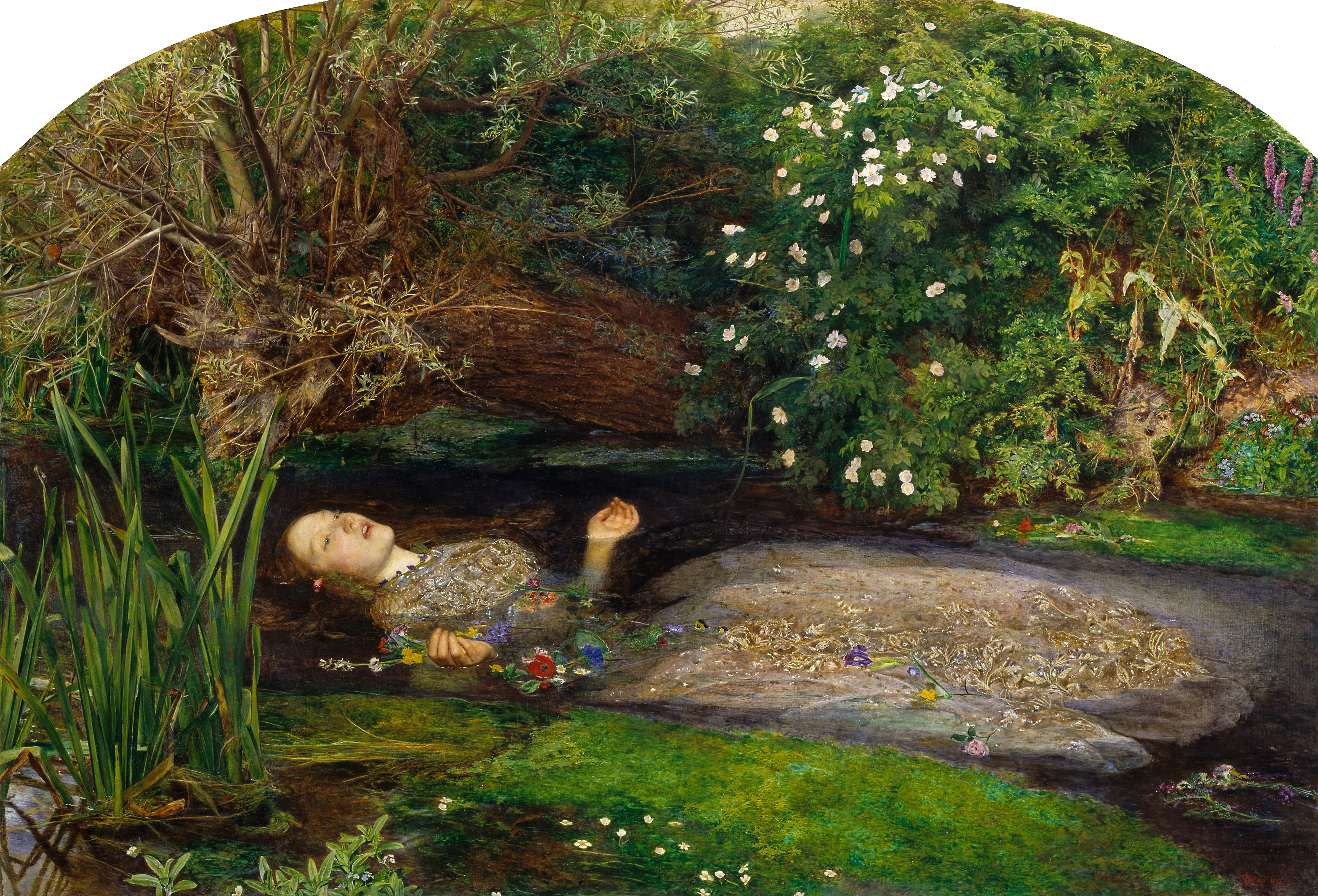
Le clip de son duo avec Nick Cave est inspiré du tableau Ophélie de John Everett Millais.

En 1997, elle entretenait une relation avec un photographe français, Stéphane Sednaoui. Celui-ci la décrivait comme une combinaison entre « une geisha et une super héroïne de manga ». Il commença alors à la photographier en minimisant son côté glamour dans le but d'attirer un public plus rock et ainsi diversifier son auditoire. Elle s'inspira dès lors d'artistes comme Shirley Manson du groupe Garbage, Björk, Tricky, U2 ou encore de musiciens de pop japonaise comme Pizzicato Five et Towa Tei (avec qui elle collaborera plus tard sur les simples GBI: German Bold Italic (en) et Sometime Samurai (en)).
Impossible Princess le sixième album, nommé ainsi en référence à un recueil de poésie de l'artiste Billy Childish, comprend des collaborations avec des musiciens comme James Dean Bradfield et Sean Moore (en) du groupe Manic Street Preachers, et Minogue participa à l'écriture de la quasi-totalité des paroles. C'est un album aux sonorités dance, son style n'étant pas du tout représenté par le premier single qui en fut extrait, Some Kind of Bliss (dont le clip a été tourné dans le désert de Tabernas), et elle contredit ceux qui la suspectait de vouloir devenir une artiste de rock indépendant. Elle dit au journal Music Week : « je tiens à dire aux gens que ce n'est pas un album de rock indépendant. Je ne vais pas me saisir d'une guitare et me mettre à faire du rock ».
Billboard magazine décrit alors l'album comme « étourdissant » et conclut « que c'est une opportunité en or pour une grande maison de disques visionnaire et énergique de le lancer sur le marché américain ». Une oreille attentive décèlera une certaine parenté entre Impossible Princess et l'album à succès de Madonna, Ray of Light. Au Royaume-Uni, Music Week lui décerna une critique négative en écrivant : « Le chant est touchant, mais ce n'est pas suffisant ».
Il devient alors l'album le moins vendu de sa carrière au Royaume-Uni, mais paradoxalement le plus vendu en Australie depuis l'album de ses débuts, les ventes étant stimulées par une tournée à succès. En analysant son spectacle, le Times écrit au sujet de son habileté à « masquer ses défauts, sa voix banale par divers effets musicaux et un certain charisme et des chansons très pop par quelques standards ». Le même quotidien critique « sa voix clairette et insignifiante » qui lui vaut le surnom de « perruche chantante » de la part de ses détracteurs. Un album enregistré en public lors de la tournée, intitulé Intimate and Live, fut un réel succès en Australie.
Artiste gay-friendly, elle se produit lors de nombreux évènements comme au Sydney Gay and Lesbian Mardi Gras (Gay Pride australienne) en 1998. Afin de maintenir sa popularité en Australie, elle participe également à l'inauguration des studios 20th Century Fox à Sydney en 1999, où elle interpréta le tube de Marilyn Monroe, Diamonds Are a Girl's Best Friend, et à un concert de Noël organisé par les Casques bleus à Dili au Timor Est.

### Les années chez Parlophone (1999-2005)

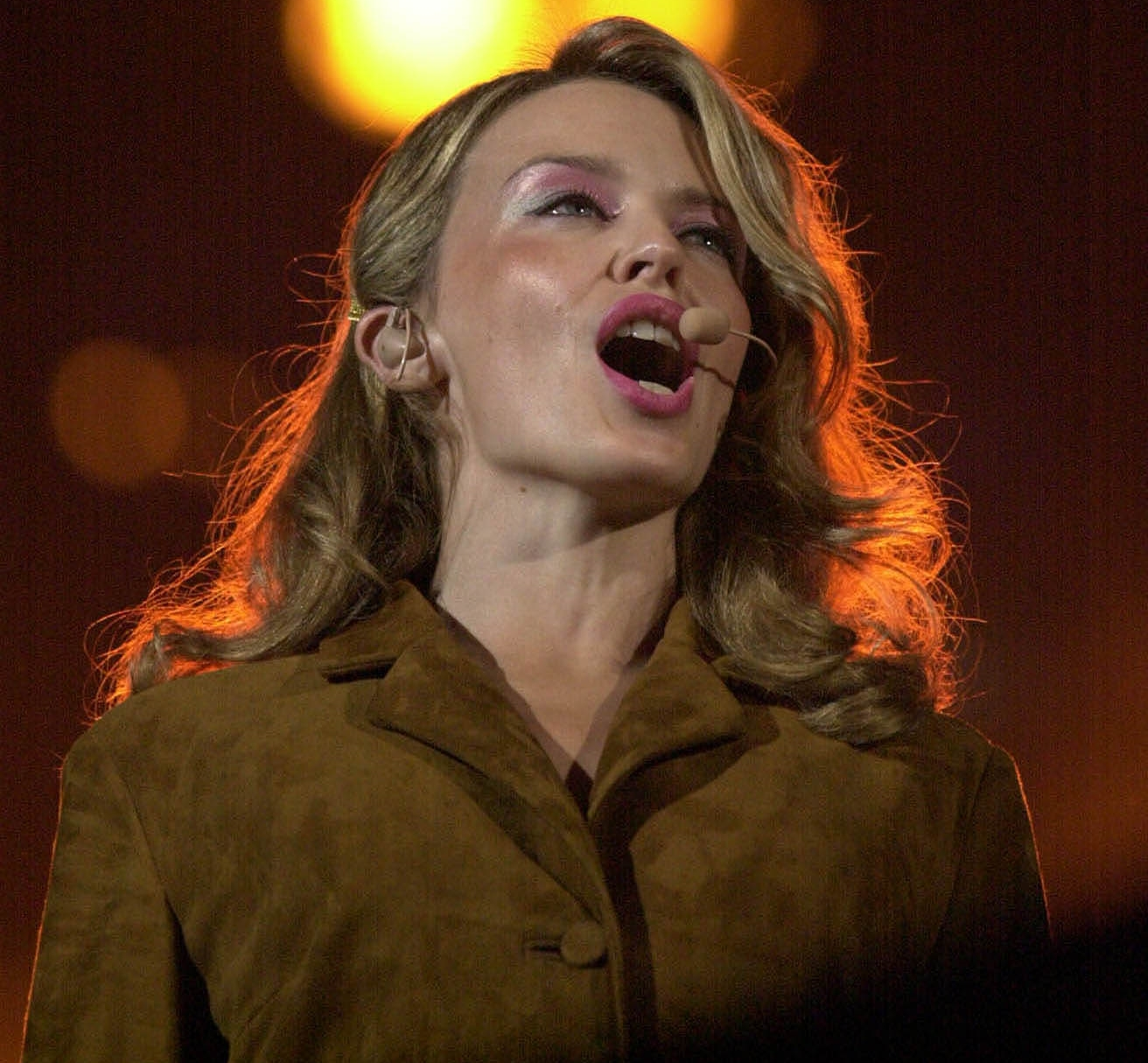
Kylie Minogue pour la cérémonie d'ouverture des Jeux paralympiques d'été de 2000.

Kylie Minogue signe avec Parlophone en 1999. La maison de disques lui permet de sortir immédiatement avec des moyens importants le single de sa relance : Spinning Around. Dans le clip, elle porte un short ultra court doré, et elle joue une allumeuse ultra-sexy dans une boîte aux tons modern-disco. On a Night Like This connaît aussi un succès planétaire ; Kylie le chante à la cérémonie de clôture des Jeux olympiques de Sydney en 2000, ainsi que Dancing Queen du groupe ABBA. Moins de deux semaines plus tard, elle chante dans le cadre de la cérémonie d'ouverture des Jeux Paralympiques. Le titre Light Years reprend la ligne de basse de I Feel Love de Donna Summer. Kylie Minogue fait une tournée appelée On a Night Like This en 2001, basée sur les chansons de ce septième album Light Years.
En 2001, elle connait l'un de ses plus grands succès avec le single Can't Get You Out of My Head qui nous propose en plus de l'album, deux titres inédits : Boy et Rendezvous at Sunset. L'album Fever est un succès planétaire. Le deuxième single tiré de l'album est In Your Eyes. Sort ensuite Love at First Sight avec en face B le remix Can't Get Blue Monday Out of My Head qu'elle chantera lors des Brit Awards de 2002. Puis vient Come into My World qui sera remixé par Fischerspooner. Dans la foulée de ce succès Kylie entame une grande tournée dans le monde entier : KylieFever2002. Le DVD (en) du concert est élu meilleur live de l'année.
En 2003, elle sort un nouvel album : Body Language. Cet album a moins de succès commercial que le précédent même si Slow, dont la vidéo est tournée à la piscine de Montjuïc à Barcelone, est le 7e single numéro un des classements de Kylie Minogue. Red Blooded Woman et texte=Chocolate sont les titres clefs de l'album.
En 2004, elle sort Ultimate Kylie, qui est une compilation de ses plus grands succès réunis sur deux CD. Elle y inclut deux nouveaux singles : I Believe in You et Giving You Up. Par la même occasion, elle sort un DVD de ses clips aussi appelé Ultimate Kylie (en).
En 2005, elle entame une tournée mondiale de ses plus grands succès intitulée Showgirl: The Greatest Hits Tour. En mai 2005, elle interrompt brutalement sa tournée au terme de ses dates londoniennes et avant de commencer sa tournée en Australie après la découverte impromptue le 17 mai d'un cancer du sein. Opérée en urgence au St Frances Xavier Cabrini Hospital de Melbourne le 21 mai, elle rejoint ensuite la France pour suivre une chimiothérapie à l'institut Gustave-Roussy de Villejuif, près de son fiancé de l'époque, le comédien Olivier Martinez. Elle profite de sa notoriété pour médiatiser le dépistage du cancer du sein, ce qui a conduit de nombreuses Australiennes à en réaliser un et les médecins à évoquer un « effet Kylie » significatif sur le nombre de mammographies.

### Retour (2006-2009)

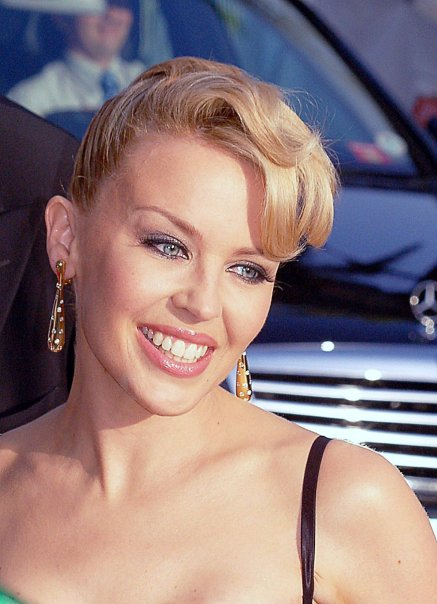
Kylie Minogue au festival de Cannes 2007.

Après une longue bataille contre sa maladie, Kylie Minogue refait surface en juin 2006 en revenant en studio. Elle a par ailleurs annoncé son retour sur scène avec la reprise de sa tournée Showgirl: The Greatest Hits Tour jusqu'alors suspendue à cause de ses problèmes de santé. Cette tournée a été remaniée par son fidèle ami et styliste William Baker (en) au niveau des costumes et de la mise en scène. Dans cette tournée, on retrouve un duo surprise, lors de la seconde soirée à Sydney, avec le leader du groupe U2 sur le morceau Kids. Sa sœur Dannii fera de même lors des dates prévues au Royaume-Uni. Un double CD live paraît dans les bacs en janvier 2007, sobrement intitulé Showgirl Homecoming Live. Il entre à la 7e position en Angleterre. Par ailleurs un livre pour enfants intitulé The Showgirl Princess (en) paraît.

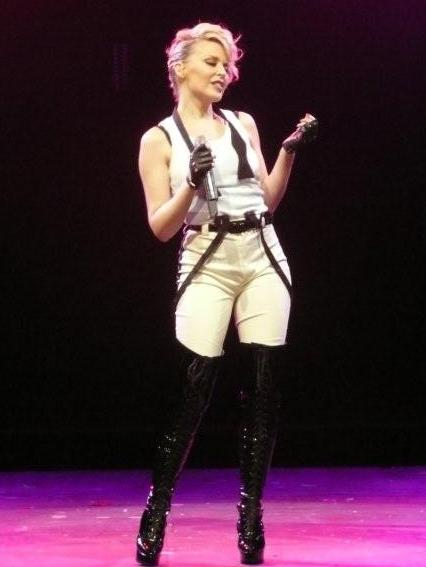
Kylie Minogue sur scène lors de sa tournée KylieX2008 en juillet 2008.

Après un retour triomphal sur scène, est lancée la création d'un parfum nommé Darling, négocié avec la maison Coty. Lors de sa sortie en Angleterre, cette fragrance arrive numéro un des ventes et reçoit un Glammy en Pologne. Après la parfumerie, elle est honorée lors de l'exposition de ses tenues au musée Victoria and Albert Museum, celle-ci ayant pour but de retracer les tenues portées lors de sa carrière musicale et télévisuelle.
Elle signe ensuite un contrat avec la chaîne de magasins H&M pour leur campagne d'été. Le but de cette campagne étant de créer un style « bohemian chic » faisant clin d'œil à l'Australie et ses paysages. La campagne H&M Love Kylie a aussi pour but d'aider l'association WaterAid en leur reversant 10 % de leur recette. Elle fait par ailleurs l'ouverture du premier magasin à Shanghai en donnant un mini concert. Artiste glamour, le « phénomène Kylie » est tel que le Victoria & Albert Museum de Londres inaugure en février 2007 la Kylie Exhibition, une exposition consacrée au style de cette « bête de mode ».

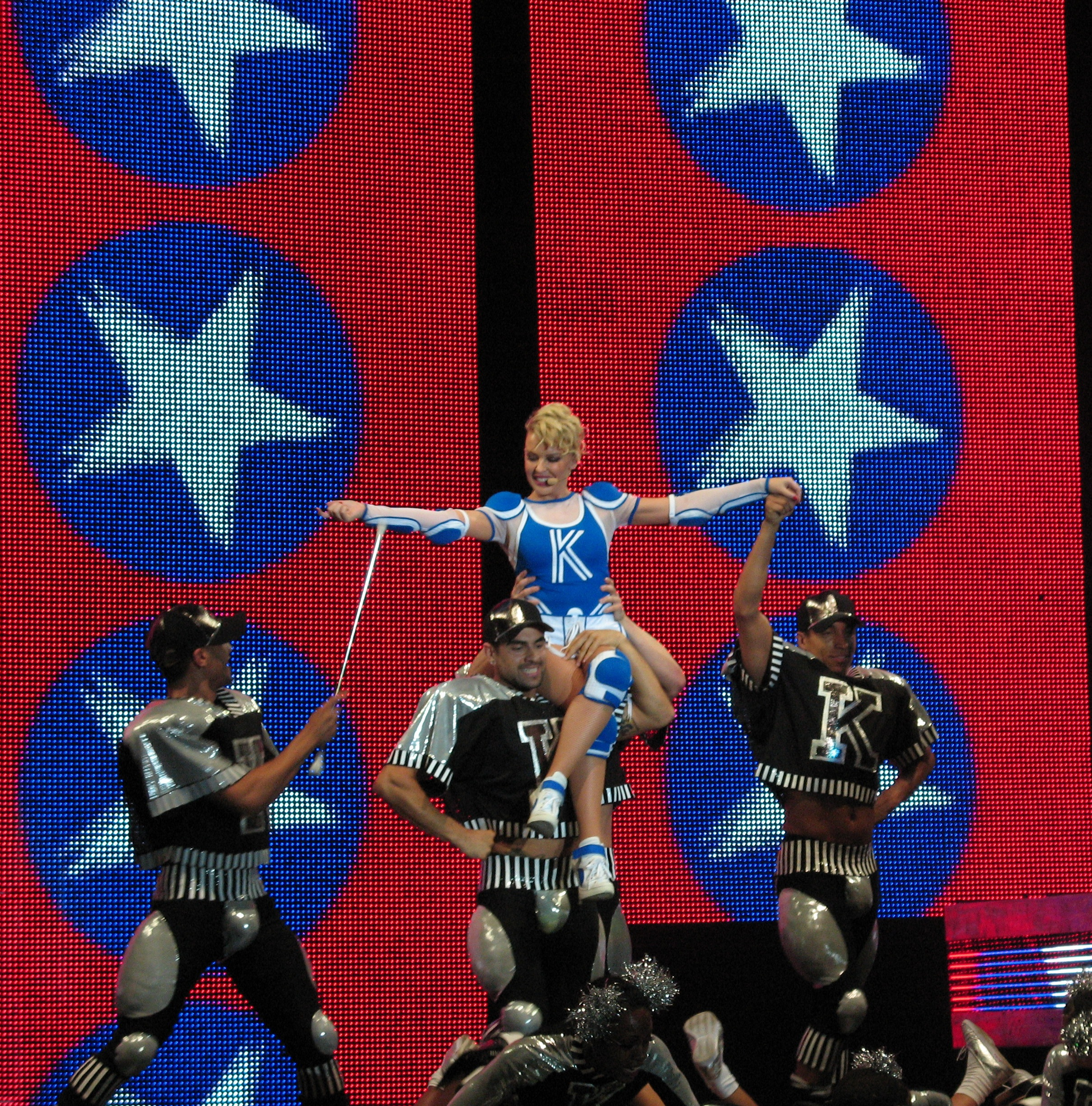
Kylie Minogue lors de sa tournée KylieX2008.

Le 21 novembre 2007, elle sort son dixième opus intitulé X. On y trouve des collaborations avec le jeune Calvin Harris découvert par Myspace, le groupe anglais Groove Armada, le DJ Mylo ou encore les new-yorkais Scissor Sisters qui ont déjà signé un titre intitulé White Diamond (chanté lors du Showgirl : The Homecoming Tour). Malheureusement, un certain nombre de démos ont fait leurs apparition sur les sites de peer to peer. La presse a tout d'abord dénoncé une nouvelle stratégie marketing qui n'aurait que pour seul intérêt de susciter sa notoriété et celle de son album, ceci ayant été démenti par la maison de disques. De fait, les démos qui circulaient sur le réseau peer to peer ne figurent pas, à sa sortie, sur l'album X. Le premier extrait de l'album est le titre 2 Hearts écrit et produit par le groupe Kish Mauve (en). Il est diffusé en radio en octobre 2007 pour être commercialisé en novembre 2007. Les deux seconds singles, extraits de l'album X, sont Wow pour l'Australie, le Japon et le Royaume-Uni (sortie en février 2008) et In My Arms pour la France et le reste de l'Europe. Un 4e single, The One (en), sort en Angleterre.
Minogue reçoit à Londres fin 2007 le prestigieux prix des Music Industry Trusts' Award. Elle commence sa tournée KylieX2008 au Palais omnisports de Paris-Bercy en mai 2008 puis repasse par la France avec un concert à Lyon en juin de la même année. À la suite de son passage à Paris, Christine Albanel, ministre de la Culture et de la Communication, lui remet la médaille de Chevalier des Arts et des Lettres. Son goût pour la France y a été honoré : notamment le lancement de sa tournée mondiale 2008, de costumes de Jean Paul Gaultier et de photographies de Pierre et Gilles. Minogue compte un répertoire avec des séquences en français, rendant hommage à Brigitte Bardot en 2003, Serge Gainsbourg en 2008, et s'étant remise entre les mains des spécialistes français pour son cancer du sein. Le DVD Kylie Live: X2008 (en) sort en juin de la même année.
En septembre 2009, la chanteuse entreprend une tournée For You, for Me en Amérique du Nord contenant onze dates. Cette série de concerts fait l'objet d'une captation, Live in New York, qui est sorti sur les plateformes de téléchargements en décembre 2009. La même année, elle renoue avec le cinéma en apparaissant dans un film indien Blue dans lequel elle interprète une chanson Chiggy Wiggy.

### L'ère Aphrodite et le projet K25 (2010-2012)

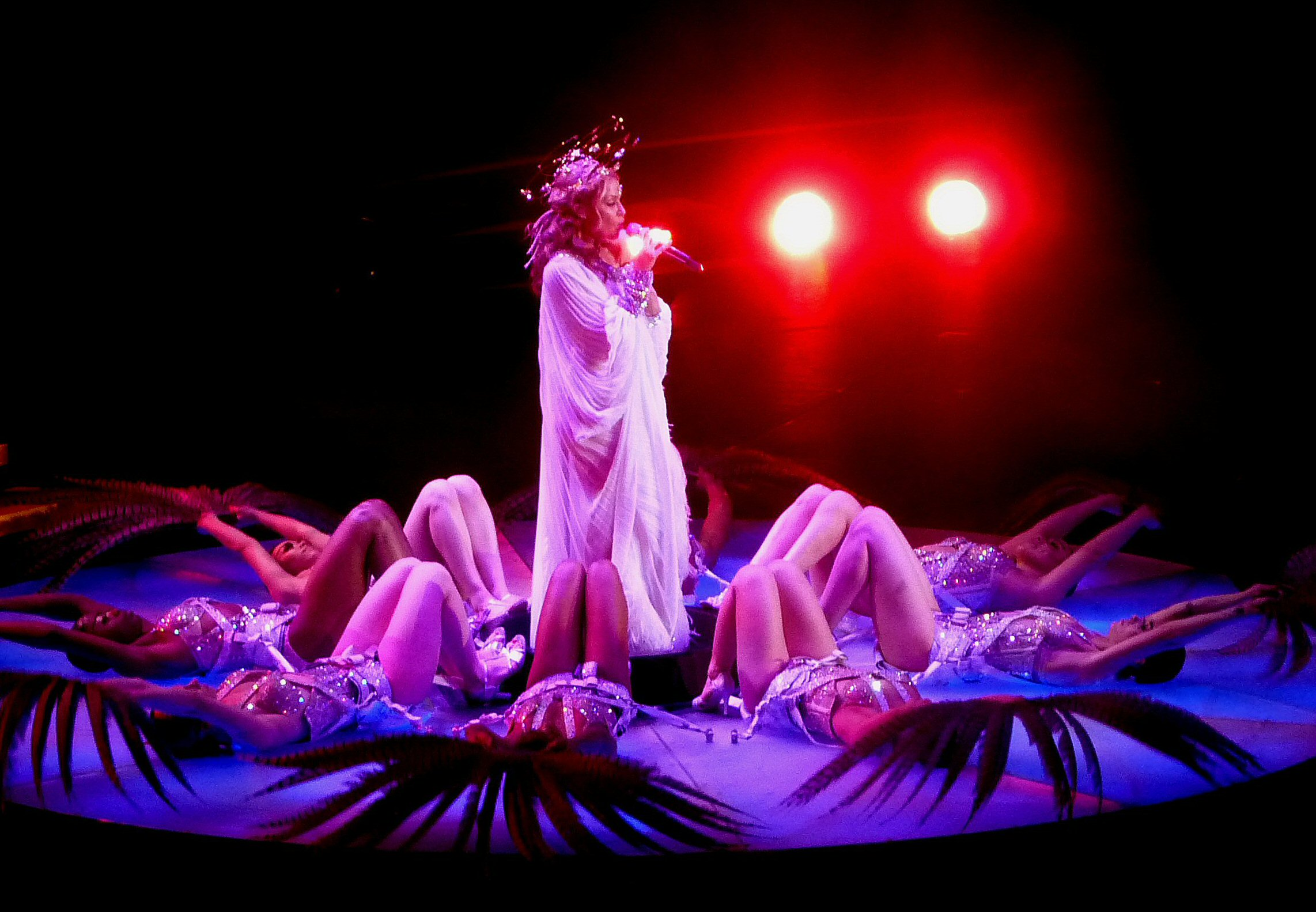
Kylie Minogue en Aphrodite lors du spectacle Aphrodite - Les Folie Tour 2011.

Début 2010, Kylie Minogue participe au projet « Helping Haiti » avec d'autre artistes et pose sa voix sur le single Everybody Hurts (une reprise de R.E.M.).
Kylie Minogue sort ensuite en juillet 2010 un nouvel album : Aphrodite avec comme premier single All the Lovers.
Le second single de cet album est Get Outta My Way, il sera ensuite suivi de Better Than Today. À la rentrée 2010, le site officiel de la chanteuse annonce une nouvelle tournée mondiale Aphrodite : Les Folies Tour, qui débute en février de l'année suivante au Danemark et dans laquelle elle apparaît en déesse de l'amour. Cette tournée se veut comme étant celle de la démesure : la scène ainsi que les équipements valent plus de 25 millions de dollars et le spectacle compte plus de 200 costumes. Dans l'album Rokstarr de Taio Cruz, elle co-interprète le titre Higher.

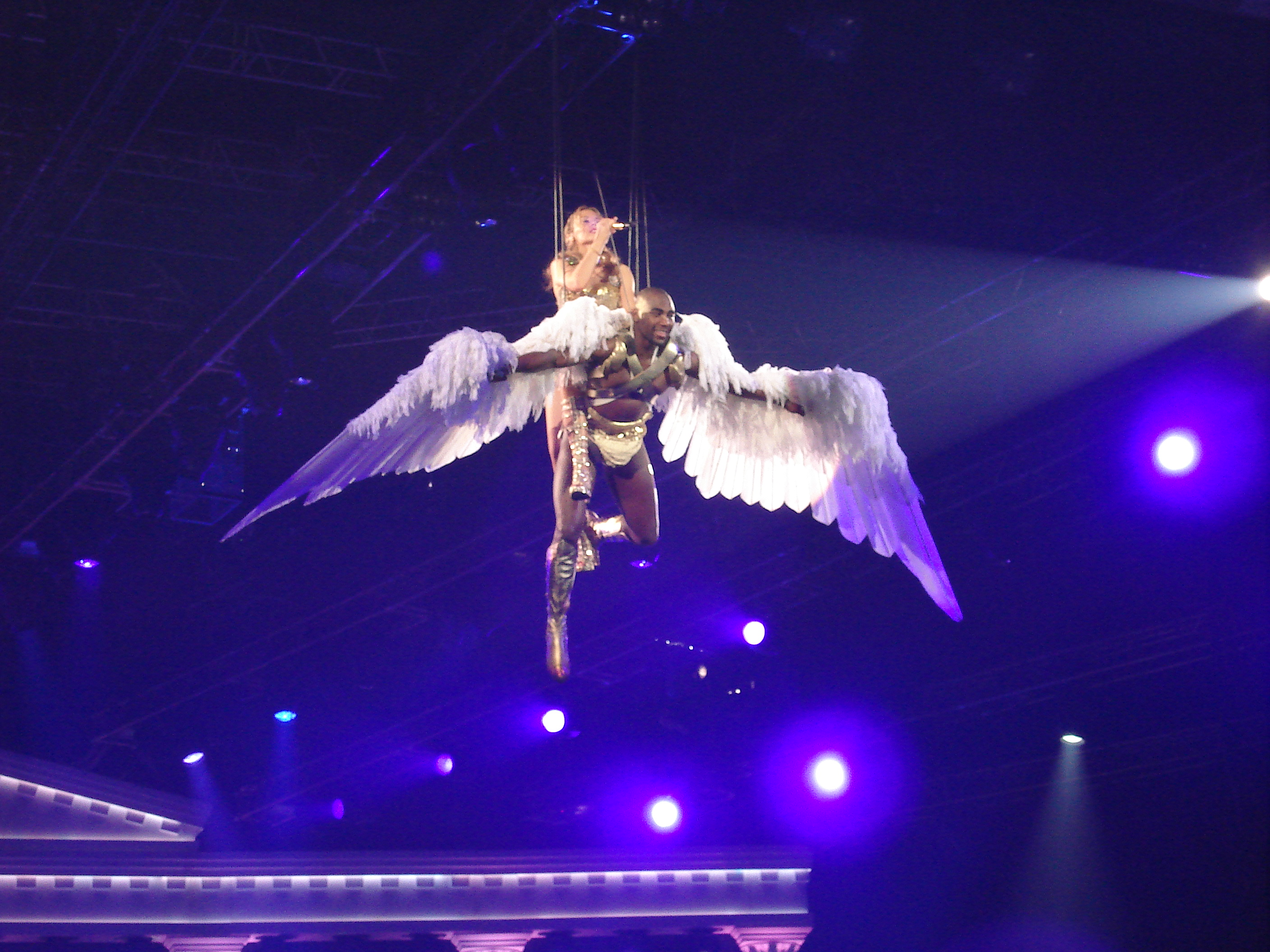
Kylie Minogue survolant le public lors du spectacle Aphrodite - Les Folie Tour 2011.

Afin de célébrer 25 ans de présence dans l'industrie musicale, la chanteuse a lancé en 2012 plusieurs projets dont une nouvelle tournée nommée The K25 Anti Tour. Elle déclare à ce sujet au journal britannique Daily Express : « j'aime beaucoup l'idée d'un Anti-Tour. Il serait à l'opposé de l'Aphrodite Tour. Je ne pense pas que je peux faire une plus grosse production que celle-là. J'aimerais faire des shows plus intimistes : pas de danse, pas de lumière, rien de tape-à-l'œil. Je chanterais des titres qui n'ont jamais pu être inclus dans un spectacle comme celui d'Aphrodite. Ce ne serait que des Face-B ou des chansons que je n'aurais chantées qu'une fois ». Sa maison de disque a également annoncé la sortie d'une compilation de 21 tubes, dont 18 ont atteint le top 5 anglais, pour juin 2012, ainsi qu'un single, Timebomb, dont le clip est dévoilé un mois avant. En juin 2012, Kylie Minogue interprète un medley de plusieurs de ses tubes à l'occasion du concert pour le jubilé de diamant d'Élisabeth II, qu'elle a d'ailleurs pu rencontrer après sa performance.
Le 24 octobre 2012, elle publie The Abbey Road Sessions où ses plus grands tubes sont réenregistrés pour l'occasion de manière acoustique ou orchestrale dans les studios Abbey Road à Londres.
La chanteuse australienne est à l'affiche de deux films pour l'année 2012, Jack and Diane et Holy Motors, de Leos Carax.

### Kiss Me Once et Roc Nation (2013-2016)

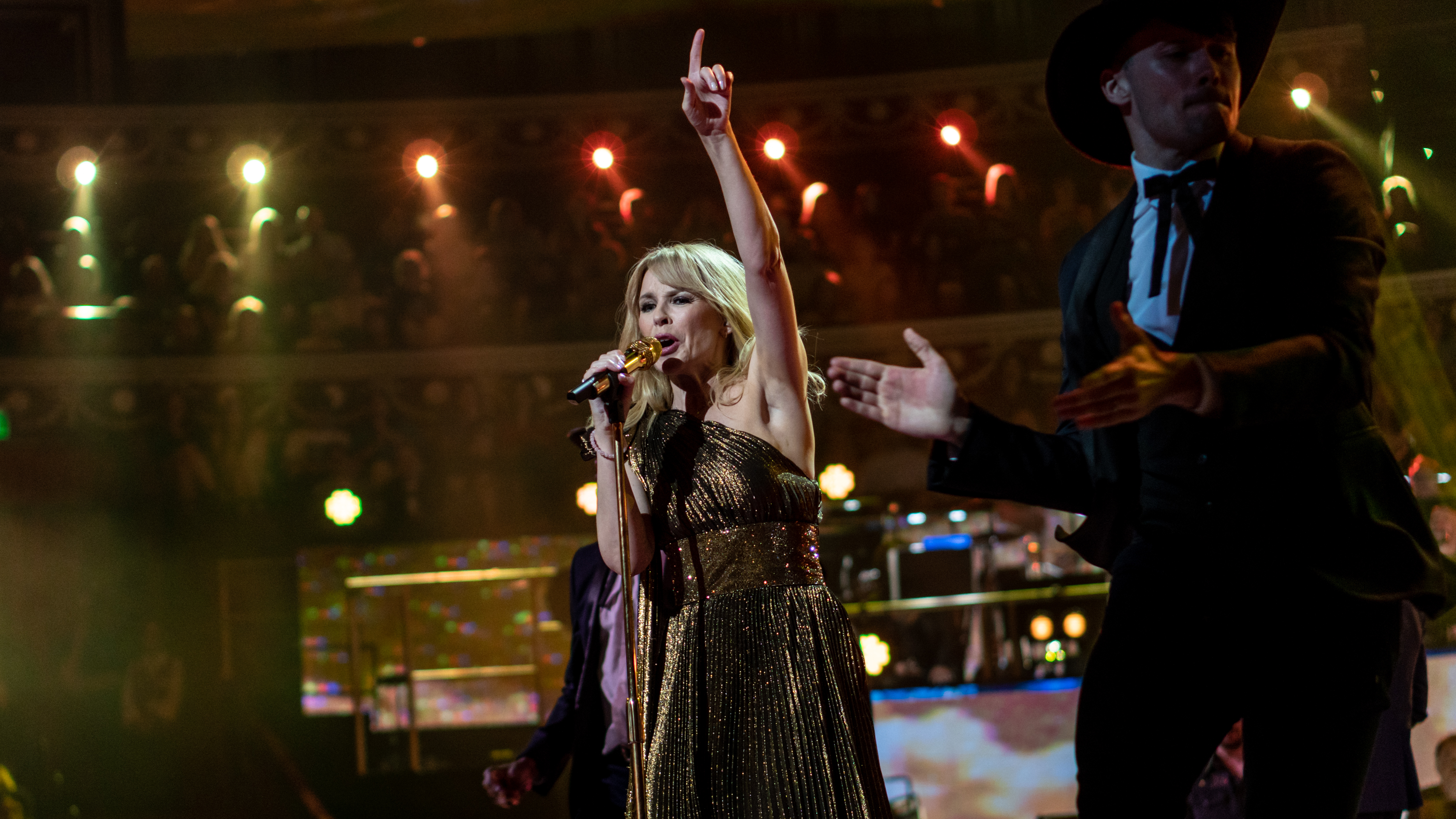
Minogue au Royal Albert Hall en 2018.

Le 9 septembre 2013, le titre Limpido de Laura Pausini en duo avec Kylie Minogue, sort en single.
Il est annonceur de la compilation 20 - The Greatest Hits de Laura Pausini.
Il s'érige à la première place des classements en Italie et obtient une nomination aux World Music Awards.
En 2014, elle apparaît en France dans le télécrochet The Voice : La Plus Belle Voix où elle assiste Mika dans le coaching de son équipe, lui-même déclarant à l'occasion que Kylie est sa voisine. Très impliquée dans la franchise The Voice, elle est également cette année-là coach pour les versions britannique et australienne.
Le 17 mars 2014, elle publie le disque Kiss Me Once, qui contient le single Into the Blue. Le titre Beautiful en duo avec Enrique Iglesias, issu de Kiss Me Once est inclus dans l'album Sex and Love du chanteur. Ce nouvel album est le premier depuis que Kylie a signé un contrat qui la lie avec la partie management de Roc Nation.
En 2015, elle intervient en featuring sur le single Right Here, Right Now de Giorgio Moroder.
En parallèle, elle apparaît en tant qu'actrice dans deux épisodes de la série à succès Young and Hungry. Un peu plus tard, elle co-interprète le single Black And White de Fernando Garibay en featuring Shaggy.
Dans un même temps, il est annoncé qu'elle travaille avec le musicien et guitariste Nile Rodgers sur son prochain album. Le 13 novembre 2015, elle sort son 1er album de Noël, intitulé Kylie Christmas, qui comprend des reprises de cantiques de Noël, des titres originaux, mais aussi de nombreux duos avec : Dannii Minogue, Iggy Pop, Frank Sinatra ou encore James Corden. Le titre phare de l'album de Noël s'intitule Everyday's like Christmas. Dans le clip qui l'illustre, on y voit son fiancé Joshua Sasse.
En 2016, elle apparaît en tant qu'invitée dans la série américaine à succès Galavant. La même année, elle participe à l'album de la comédie musicale française Saturday Night Fever, en reprenant Night Fever des Bee Gees.

### Label BMG et films (depuis 2017)
Le 2 février 2017, l'artiste annonce sur ses réseaux sociaux qu'elle signe avec le label BMG. En 2018, elle obtient un rôle dans le film australien Sweet Seventies, aux côtés de Guy Pearce et Julian McMahon. Son quatorzième album studio, Golden, est sorti au début d'avril 2018. Il a débuté à la 1re place du hit-parade britannique.
L'album Disco est sorti le 6 novembre 2020, devenant numéro un en Australie et au Royaume-Uni. Le même mois, elle a figuré sur le single caritatif de Children in Need, Stop Crying Your Heart Out. Le 5 décembre 2020, Real Groove est annoncé comme le troisième single de l'album. Un remix ultérieur est sorti le 31 décembre 2020 avec Dua Lipa.
En 2021, elle prête sa voix à l'un des personnages dans le film d'animation Retour au bercail, diffusé sur Netflix. 
En 2023, elle sort un nouveau single, Hold On To Now. En 2024, elle fait une collaboration musicale avec Sia pour son nouvel album, Reasonable Woman, avec le morceau Dance Alone.

### Vie privée
Elle a été en couple avec les acteurs-chanteurs australiens Jason Donovan et Michael Hutchence, avec le mannequin espagnol Andrés Velencoso Segura et avec l'acteur britannique Joshua Sasse.
De 2003 à 2007, elle est en couple avec l'acteur français Olivier Martinez.
Depuis octobre 2021, Kylie vit à Hawthorn, une ville de la banlieue de Melbourne. Elle est en couple avec l'entrepreneur gallois Paul Solomons[réf. souhaitée].

## Discographie
- 1988 : Kylie
- 1989 : Enjoy Yourself
- 1990 : Rhythm of Love
- 1991 : Let's Get to It
- 1994 : Kylie Minogue
- 1997 : Impossible Princess
- 2000 : Light Years
- 2001 : Fever
- 2003 : Body Language
- 2007 : X
- 2010 : Aphrodite
- 2014 : Kiss Me Once
- 2015 : Kylie Christmas
- 2018 : Golden
- 2020 : Disco
- 2023 : Tension
- 2024 : Tension II

## Tournées
| Année(s)       | Nom                              | Dates          | Album soutenu                                 | Support                                                  |
| Tête d'affiche | Tête d'affiche                   | Tête d'affiche | Tête d'affiche                                | Tête d'affiche                                           |
| -------------- | -------------------------------- | -------------- | --------------------------------------------- | -------------------------------------------------------- |
| 1989           | Disco in Dream                   | 14             | Kylie                                         | On the Go – Live in Japan                                |
| 1990           | Enjoy Yourself Tour              | 24             | Enjoy Yourself                                | N/A                                                      |
| 1991           | Rhythm of Love Tour              | 19             | Rhythm of Love                                | N/A                                                      |
| 1991           | Let's Get to It Tour             | 12             | Let's Get to It                               | Live!                                                    |
| 1998           | Intimate and Live                | 23             | Impossible Princess                           | Intimate and Live                                        |
| 2001           | On a Night Like This             | 46             | Light Years                                   | Live in Sydney                                           |
| 2002           | KylieFever2002                   | 49             | Fever                                         | KylieFever2002: Live in Manchester                       |
| 2005           | Showgirl: The Greatest Hits Tour | 37             | Ultimate Kylie                                | Showgirl                                                 |
| 2006 - 2007    | Showgirl: The Homecoming Tour    | 34             | Ultimate Kylie                                | White Diamond: A Personal Portrait of Kylie Minogue      |
| 2008 - 2009    | KylieX2008                       | 74             | X                                             | KylieX2008                                               |
| 2009           | For You, for Me                  | 9              | X                                             | Live in New York                                         |
| 2011           | Aphrodite: Les Folies Tour       | 77             | Aphrodite                                     | Aphrodite Les Folies – Live in London                    |
| 2012           | Anti Tour                        | 7              | The Abbey Road Sessions                       | N/A                                                      |
| 2014 - 2015    | Kiss Me Once Tour                | 41             | Kiss Me Once                                  | Kiss Me Once Live at the SSE Hydro                       |
| 2015 - 2016    | A Kylie Christmas                | 3              | Kylie Christmas                               | A Kylie Christmas – Live from the Royal Albert Hall 2015 |
| 2018 - 2019    | Kylie Presents Golden            | 39             | Golden                                        | Golden Live in Concert                                   |
| 2019 - 2020    | Summer 2019                      | 17             | Step Back in Time - The Definitive Collection | N/A                                                      |
| 2025           | Tension Tour                     | 70             | Tension / Tension II                          | N/A                                                      |
| Résidence      |                                  |                |                                               |                                                          |
| 2023 - 2024    | More Than Just a Residency       | 20             | Tension                                       | N/A                                                      |
| Concert unique |                                  |                |                                               |                                                          |
| 2003           | Money Can't Buy                  | 1              | Body Language                                 | Body Language Live                                       |

## Filmographie
| Année          | Titre                                        | Rôle                      | Remarques                                  |
| 1980           | The Sullivans (en) (série australienne)      | Carla                     |                                            |
| 1985           | The Henderson Kids (en) (série australienne) | Charlotte Kernow          |                                            |
| de 1986 à 1988 | Neighbours (soap australien)                 | Charlene Mitchell         |                                            |
| 1989           | The Delinquents (en)                         | Lola Lovell               |                                            |
| 1994           | Street Fighter                               | Le lieutenant Cammy White |                                            |
| 1995           | Hayride to Hell (en)                         |                           | Court métrage                              |
| 1996           | Bio-Dome                                     | Docteur Petra von Kant    |                                            |
| 1996           | Misfit                                       |                           | Court métrage                              |
| 2000           | Sample People (en)                           | Jess                      |                                            |
| 2000           | Cut                                          | Hilary Jacobs             |                                            |
| 2001           | Moulin Rouge                                 | La fée verte              |                                            |
| 2005           | Pollux : Le Manège enchanté                  | Florence                  | Voix                                       |
| 2006           | Doogal                                       | Florence                  | Voix                                       |
| 2007           | Doctor Who (série britannique)               | Astrid Peth               | 1 épisode                                  |
| 2009           | Blue                                         | Chanteuse                 | Film Bollywood                             |
| 2012           | Jack and Diane                               | Tara                      |                                            |
| 2012           | Holy Motors                                  | Une actrice               | Cinéma d'auteur                            |
| 2014           | 20000 Days on Earth                          | Elle-même                 | Documentaire                               |
| 2015           | San Andreas                                  | Susan Riddick             | Film catastrophe                           |
| 2015           | Young & Hungry (série américaine)            | Shauna                    | 2 épisodes                                 |
| 2016           | Galavant (série américaine)                  | Elle-même                 | 1 épisode                                  |
| 2018           | Sweet Seventies (Swinging Safari)            | Kaye Hall                 |                                            |
| 2021           | Retour au bercail (Back to the Outback)      | Susan (voix)              | film d'animation, Netflix                  |
| 2023           | Ghosts (série britannique)                   | Kylie Minogue             | 1 mini-épisode (Ghosts with Kylie Minogue) |
| 2025           | La résidence                                 | Kylie Minogue             | série, Netflix                             |

## Distinctions
Kylie Minogue est faite chevalière de l'ordre des Arts et des Lettres par la ministre de la Culture, Christine Albanel, le 5 mai 2008 à Paris.
Aussi le 16 novembre 2001 elle a poussé le premier domino du Domino Day, lors de l'édition parrainée par Nelson Mandela